# Can thiệp của Ả Rập Xê Út ở Yemen
Ả Rập Xê Út đã bắt đầu không kích nước láng giềng Yemen vào ngày 25 tháng 3 năm 2015, báo trước sự khởi đầu của sự can thiệp quân sự ở Yemen, có tên mã Operation Decisive Storm (tiếng Ả Rập: عملية عاصفة الحزم) bởi liên minh của một số Quốc gia Ả Rập.
Theo Reuters, các máy bay từ Ai Cập, Maroc, Jordan, Sudan, Kuwait, Các Tiểu vương quốc Ả Rập Thống nhất, Qatar và Bahrain cũng tham gia vào các hoạt động này. Ngoài ra, Ai Cập, Pakistan, Jordan và Sudan cũng đã sẵn sàng để tham gia vào các cuộc tấn công bằng đường bộ.

## Bối cảnh
Trong mùa xuân Ả Rập, người Jemen đã thành công lật đổ chính phủ độc tài Ali Abdullah Saleh 2012. Tuy nhiên tổng thống mới Hadi không thành công trong công cuộc đoàn kết người dân, trong một nước có nhiều chia rẽ sâu đậm. Houthis (hay Ansar Allah), một phong trào và nhóm quân sự Shia Zaidi Shia ở miền Bắc nước này, vốn đã hình thành những lực lượng vũ trang từ 1994, cảm thấy bị đẩy ra ngoài lề trong những quá trình chính trị quyết định. Họ, được cho là có hậu thuẫn của Iran, hội nhập với nhóm trong quân đội trung thành với cựu tổng thống Saleh giành quyền kiểm soát chính quyền Yemen thông qua một loạt hành động vào năm 2014 và 2015, mà Ả Rập Xê Út và nhiều quốc gia khác lên án là đảo chính vi hiến. Đến ngày 25/3/2015, tổng thống được quốc tế công nhận Abd Rabbuh Mansur Hadi phải trốn ở Aden, Nam Yemen, nơi ông tuyên bố là thủ đô tạm thời. Các lực lượng Shia nổi dậy đang di chuyển đến thành phố cảng này, nơi mà hàng ngàn quân đội chính phủ đang phòng thủ. Một phần của phe tấn công được lãnh đạo bởi Ahmed Saleh, con trai của cựu tổng thống Ali Abdullah Saleh, đã bị hạ bệ năm 2012, mong muốn là sẽ giành lại quyền lực.
Stephen Seche, cựu đại sứ Hoa Kỳ tại Yemen, cho là các nước Vùng Vịnh đã phóng đại vai trò của Iran đối với lực lượng Houthis và thêm vào:"Với cuộc can thiệp quân sự này, thế giới Sunni muốn nói với Iran: hãy rời khỏi sân sau của chúng tôi." Các viên chức Saudi cho là, Iran đã đứng đằng sau các cuộc tấn công về quân sự của nhóm Houthi để họ có thể giành thêm ảnh hưởng tại một thủ đô khác ở Trung Đông và làm mất ổn định biên giới miền Nam của Ả Rập Xê Út.
Trong cuộc tấn công miền nam của Houthis, Ả Rập Xê Út đã bắt đầu tập trung quân sự tại biên giới với Yemen. Để đáp trả lại, một chỉ huy Houthi khoe rằng quân đội của ông sẽ trả đũa bất kỳ sự xâm lăng nào của Ả Rập Xê Út và sẽ không dừng lại cho đến khi họ đã chiếm được Riyadh, thủ đô Saudi.
Ngoại trưởng Yemen, Riad Yassin, đã yêu cầu sự trợ giúp quân sự của khối Liên đoàn Ả Rập vào ngày 25/3/2015, giữa các tường thuật rằng Hadi đã chạy trốn khỏi thủ đô tạm thời (Aden, Nam Yemen). Một quan chức UAE đã bày tỏ quan ngại của các quốc gia Ả Rập Vùng Vịnh về mối ảnh hưởng ngày càng tăng của Iran (đối thủ khu vực của Ả Rập Xê Út) tại Yemen thông qua Houthis.
Ngày 26/3/2015, đài truyền hình của Saudi Al-Ekhbariya TV đưa tin rằng Hadi đã đến một căn cứ không quân Al-Riyadh và được tiếp đón bởi bộ trưởng quốc phòng Saudi Mohammad bin Salman Al Saud. Không rõ ông ta đi từ Aden đến Riyadh bằng con đường nào.

## Chiến dịch oanh kích
Theo một quan chức Saudi, 10 quốc gia đã đồng ý can thiệp quân sự để chống lại Houthis, bắt đầu vào tối ngày 25 tháng 3 và tiếp tục vào đên ngày 26 tháng 3, với việc không quân Hoàng gia Ả Rập Xê Út ném bom nhiều vị trí khắp Sana'a và nơi khác ở Yemen. Trong một tuyên bố chung, các quốc gia thuộc Hội đồng Hợp tác Vùng Vịnh (ngoại trừ Oman) nói rằng họ đã quyết định can thiệp chống lại Houthis ở Yemen theo đề nghị của chính phủ Hadi. Theo thông tấn xã Saudi, Al Arabiya, Ả Rập Xê Út đã gửi 100 máy bay chiến đấu và 150.000 binh sĩ tham gia hoạt động ở Yemen. Theo Reuters, các máy bay Ai Cập, Maroc, Jordan, Sudan, Kuwait, Các Tiểu vương quốc Ả Rập Thống nhất, Qatar và Bahrain cũng đã tham gia vào các hoạt động quân sự này. Ngoài ra, Ai Cập, Pakistan, Jordan và Sudan đã sẵn sàng tham gia vào một cuộc tấn công bằng đường bộ. Kuwait đã gửi 3 phi đội F/A-18 Hornet đến Ả Rập Xê Út để tham gia vào cuộc tấn công Yemen. UAE, Bahrain, và Morocco, đã tham gia với gần 44 máy bay phản lực
Liên minh do Saudi dẫn đầu đã tuyên bố không phận Yemen là khu vực hạn chế, và vua Salman tuyên bố RSAF kiểm soát hoàn toàn khu vực. Al Arabiya nói rằng đợt oanh kích đầu tiên nhắm vào một căn cứ không quân ở Sana'a và phá hủy phần lớn phòng không của Yemen. Theo các quan chức Saudi, các cuộc không kích cũng đã phá hủy một số máy bay chiến đấu Yemen trên mặt đất.
Al-Masirah TV, do lực lượng Houthi kiểm soát, đã phát đi tin tức cho thấy một cuộc không kích vào các cư dân phía bắc Sana'a, làm hàng chục người thương vong trong đó có trẻ em. PressTV và Al-Alam cũng dẫn lời của trẻ em trong số các nạn nhân.
Các cuộc không kích của Saudi ngày 26/3 cũng đánh trúng Căn cứ không quân Al Anad, một cơ sở lực lượng tác chiến đặc biệt cũ Hoa Kỳ ở Lahij Governorate bị Houthis chiếm đầu tuần này. Các mục tiêu cũng được cho là bao gồm căn cứ tên lửa ở Sanaa bị kiểm soát bởi Houthis và các kho nhiên liệu ở đó.
Vào ngày 9 tháng 8 năm 2018, phi cơ viễn chinh Ả Rập đã ném bom một chiếc xe buýt dân sự đi qua một khu chợ đông đúc ở Dahyan, tỉnh Saada, Yemen, gần biên giới với Arập Xêút. Ít nhất 29 trẻ em đã bị giết, tất cả dưới 15 tuổi và hầu hết đều dưới 10 tuổi. Có tới 51 người có thể đã bị giết trong vụ không kích.

## Vai trò của hải quân
Bốn tàu hải quân của Ai Cập đã vượt qua Kênh đào Suez hướng tới Yemen trong một sứ mệnh đảm bảo an ninh cho Vịnh Aden và nhóm tàu này đến Biển Đỏ vào cuối 26 tháng 3 năm 2015.
Quân đội Saudi đe dọa sẽ phá hủy bất cứ tàu nào mà tìm cách vào cảng ở Yemen.